# Hudson Valley
Hudson Valley consiste em uma região que inclui o vale formado pelo rio Hudson e as municipalidades que se situam em seu entorno, no estado de Nova Iorque, abrangendo desde a cidade de Albany, até o município de Nova Iorque.

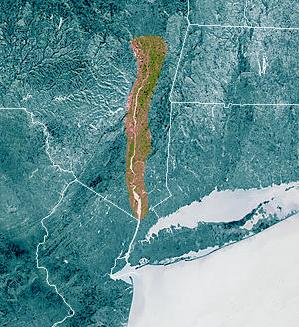
Mapa da região conhecida como Hudson Valley

## História
Até a chegada dos primeiros colonos europeus, no século XVII, a região era ocupada por nativos-americanos conhecidos como Lenapes. Em 1610, holandeses instalaram um forte na região, visando adquirir peles de castores para revenda no mercado europeu, dando inicio a formação de uma colônia que ficou conhecida como Nova Amsterdam, sendo posteriormente renomeada para Nova Iorque.